# Université de Somalie
L'université de Somalie (en anglais : University of Somalia ou UNISO) est une université privée somalienne située à Mogadiscio, la capitale du pays.